# Pedro Teixeira (cartógrafo)

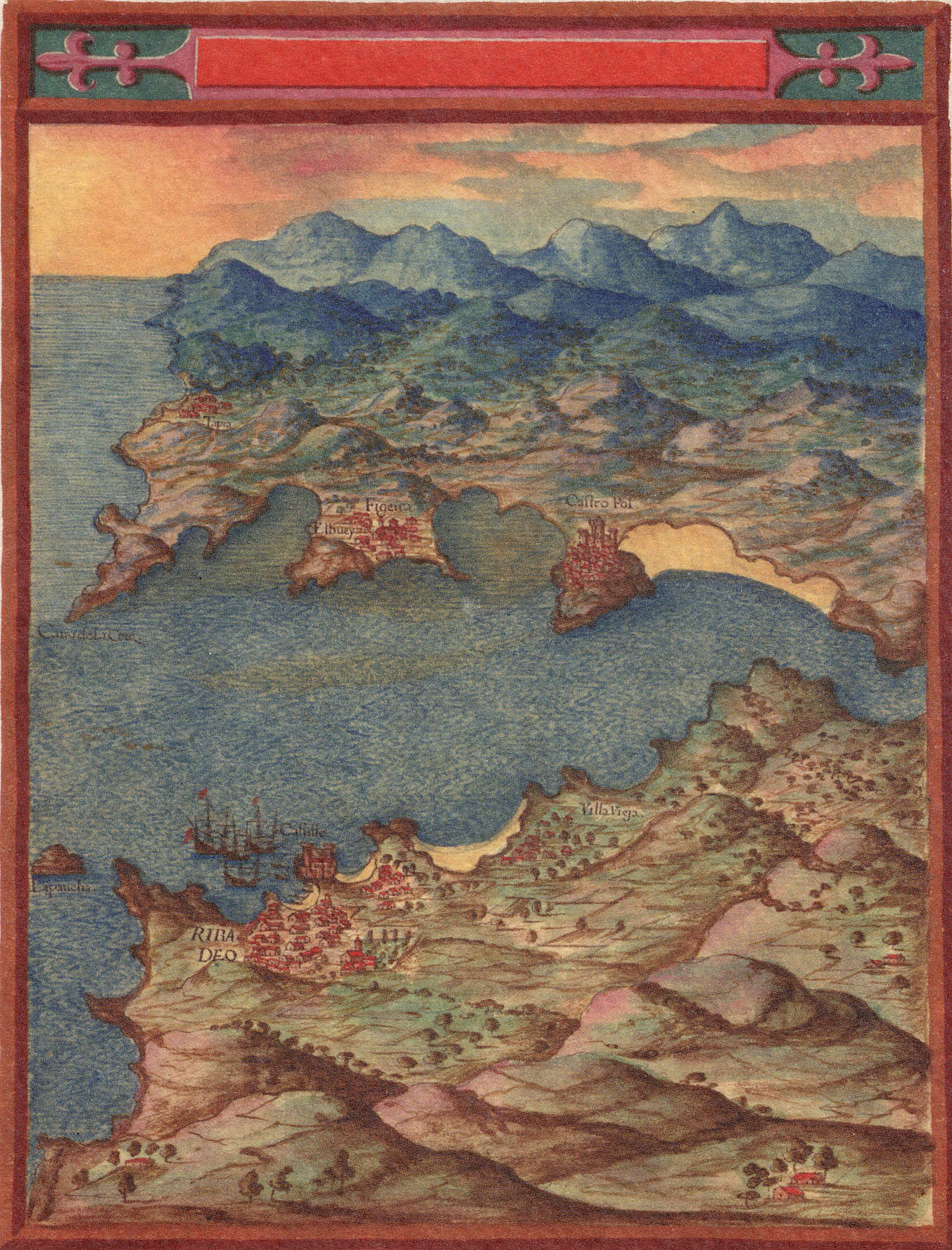
La Ría de Ribadeo según dibujo de Pedro Teixeira en 1634.

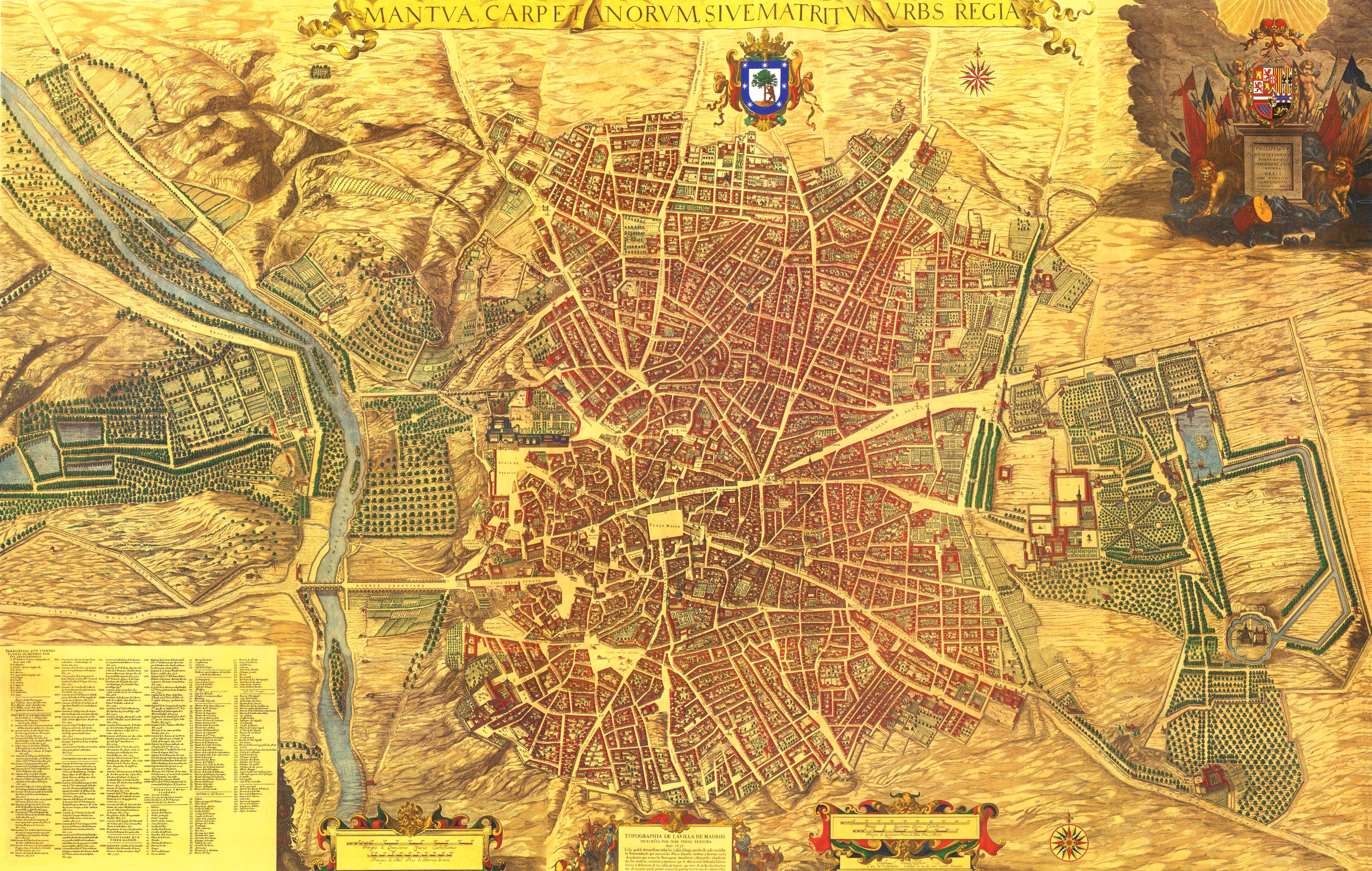
Plano de Madrid de Pedro Teixeira (1656) Mantua Carpetatorum sive Matritum Urbs Regia.

Pedro Teixeira Albernaz (Lisboa, Reino de Portugal, c. 1595-Madrid, Castilla, Monarquía Hispánica, 1662) fue un cartógrafo portugués al servicio de Felipe IV de España. 

## Biografía
Fue discípulo del cartógrafo Juan Bautista Labaña, también portugués, que daba clases en la Academia Real Mathematica de Madrid, que dirigía Juan de Herrera.
Su obra más conocida es la Mantua Carpetatorum sive Matritum Urbs Regia (Madrid Ciudad Regia). Más conocida como «el plano de Teixeira», su plano de la villa y corte de Madrid fue realizado por encargo de rey y completado en 1656.

## Obras
- La descripción de España y de las costas y puertos de sus reinos (1634)
- Mantua Carpetanorum sive Matritum Urbs Regia (Topografía de Madrid) (1656)